# خوسيه رويز أريناس
خوسيه رويز أريناس (بالإسبانية: José Ruiz Arenas)‏ هو كاهن كاثوليكي كولومبي، ولد في 21 ديسمبر 1944 في بوغوتا في كولومبيا.